# プリンセンダム (客船)
| プリンセンダム                                                      | プリンセンダム                               | プリンセンダム                        |
| ------------------------------------------------------------------- | -------------------------------------------- | ------------------------------------- |
|                                                                     |                                              |                                       |
| 1980年10月4日、アラスカ沖で火災が発生し救助を受けるプリンセンダム。 |                                              |                                       |
| 船歴                                                                |                                              |                                       |
| 起工                                                                | 1971年9月21日                                | 1971年9月21日                         |
| 進水                                                                | 1972年7月7日                                 | 1972年7月7日                          |
| 就航                                                                | 1973年11月30日                               | 1973年11月30日                        |
| 喪失                                                                | 1980年10月11日アラスカ沖で沈没               | 1980年10月11日アラスカ沖で沈没        |
| 建造社                                                              | デ・メルウェデ造船所                         | デ・メルウェデ造船所                  |
| 建造費                                                              | 2000万ドル                                   | 2000万ドル                            |
| オーナー・運航会社                                                  |                                              |                                       |
| 1973年                                                              | ホーランド・アメリカライン                   | ホーランド・アメリカライン            |
| 要目                                                                |                                              |                                       |
| 船種                                                                | クルーズ客船                                 | クルーズ客船                          |
| 船籍                                                                | オランダ領アンティル ウィレムスタット        | オランダ領アンティル ウィレムスタット |
| IMO番号                                                             | 7224734                                      | 7224734                               |
| 排水量                                                              | 総トン数                                     | 8,566t                                |
| 全長                                                                | 130.29m                                      | 130.29m                               |
| 全幅                                                                | 19m                                          | 19m                                   |
| 吃水                                                                | 6m                                           | 6m                                    |
| 高さ                                                                | 11.2m                                        | 11.2m                                 |
| 機関                                                                | ストーク＝バルチラ8TM410ディーゼル4基2軸推進 | 17,600hp                              |
| 機関                                                                | バウスラスター                               | 800hp                                 |
| 機関                                                                | 発電機                                       | 2基                                   |
| 速力                                                                | 21ノット                                     | 21ノット                              |
| 船客                                                                | 425人（定員）、375人（クルーズ）             | 425人（定員）、375人（クルーズ）      |
| 乗員                                                                | 164人                                        | 164人                                 |
| 出典                                                                | [ 4 ] [ 5 ]                                  | [ 4 ] [ 5 ]                           |

プリンセンダム（Prinsendam）は、ホーランド・アメリカラインが1973年に就航させた同社初の新造クルーズ客船。夏季のアラスカ航路を開拓したが、1980年10月4日にアラスカ沖で火災事故を起こし、11日に沈没した。この事故は外洋で深夜に発生し、船を放棄するほどの規模であったにもかかわらず、救難活動により全ての乗員・乗客を救助したことで知られている。

## 建造
ホーランド・アメリカラインにより、小型のクルーズ客船による市場を開拓するために建造された。同社の拡大計画で最初に建造された船であり、初の新造クルーズ客船として1970年12月に発注が発表され、1971年から翌年にかけてハルディンクスフェルト・ヒーセンダムのデ・メルウェデ造船所で建造されたが、建造中にエンジン火災が発生したため引き渡しに6ヶ月の遅れが生じている。
1973年11月12日に引き渡され11月30日に就航、ロッテルダムよりシンガポールへ出港したが、これがホーランド・アメリカラインにとってウィルヘルミナ桟橋からの最後の出港となった。プリンセンダムをネームシップとして同級の船を揃える構想もあったが、第1次石油危機と重なったこともあり、計画は実現しなかった。

## 構造
建造当時としては貨客船ではなくクルーズ専用船の市場規模は不明瞭であったため、プリンセンダムの建造は試験的目的を有していた。これが、小型のクルーズ客船として建造される結果につながっている。10:1の比率で建造された船体は、吃水を浅くすることを可能とし、インドネシア航路に適応した設計となっていた。
デッキは上部よりサン、ブリッジ、プロムナード、メイン、A、Bの6層構造。A、Bデッキが位置する船体部分が青、残る4デッキを構成する上部構造物を白、ファンネルはオレンジに塗装された。上部3デッキが有する甲板部分以外の乗客共用設備は、メインデッキのレストランを除けばプロムナードデッキに集約されており、客室は他の5デッキに配された。各階は階段と2基のエレベーターで結ばれていた。
客室はダブルとシングルを合わせて191室中、内側に配置された14室を除く177室が窓を有する船室となっていた。室内には空調やトイレ、シャワー（デラックスはバスタブ付き）、電話、2種の音楽番組等の設備を有していたが、後に報道されたような「豪華客船」としての設備ではなくホーランド・アメリカラインとしては標準的な設備で、手狭との指摘を受ける面もあった。サン、ブリッジの両デッキに上級船室（デラックス）、他のデッキに通常の船室が設けられたが、Bデッキは機関部にほど近く騒音に悩まされる環境にあった。
乗降はメインデッキより行われ、ロビーとレストランはメインデッキに配された。プロムナードデッキには、船橋直下となる最前方にダンスフロアとバーを備えたラウンジ、プリンセンクラブが設けられた。プリンセンクラブから船尾方向にはバー、ラウンジ、美容室、免税店、劇場、ダンスフロアといった施設に加えて最後部にはレストラン、さらに屋外の甲板にプールが設置された。これらの設備に加えてデッキ外周部には細い通路がデッキ全体を一周する形で設けられた。内装は天然素材を使用して装飾されていた。病院はAデッキ先端部に設けられたが、そこはバウスラスターの直上であり、作動時には振動に悩まされる場所であった。
クルーは、オランダ人の士官と技術者、インドネシア人のスタッフが主となっていた。乗客の設備と異なり、内部は装飾を欠く代わりに滑り止めのうねが所々にあり、防火扉・防水扉が設けられていた。加えて火災に備えて最新式の二酸化炭素消火装置と燃料供給並びに換気停止装置及び、防火区画の設定が行われていた。これらにより、安全性においては最高レベルの評価を得ていた。
救命ボートは2隻のテンダーボートに加えて6艘が備えられていた。2艘には船外機が搭載され、4艘は人力で推進するもの。さらに12枚の救命いかだも搭載されていた。

## 運航
プリンセンダムは1974年1月14日、シンガポール発のインドネシア航路により定期運航を開始した。翌1975年より夏季限定でホーランド・アメリカライン初のアラスカ航路に就航。これにより同社はアラスカ航路への足がかりを築くことになった。1979年には、小規模の火災が発生している。1980年、夏季のアラスカ航路での営業を終え、9月30日にバンクーバーからシンガポールへのクルーズを開始したが、これが最後の航海となった。
9月30日からのクルーズは、バンクーバーを発ち、インサイド・パッセージを北上して太平洋を渡り、日本、上海、香港に寄港し、シンガポールへ至る29日間に及ぶものであった。シンガポールからは2週間のインドネシア航路でのクルーズが予定されていた。乗船者は乗客319人、乗員205人の計524人であり、乗客の多くは65歳以上であった。

## 火災事故

### 事故発生
10月3日、ケチカンを発ち、グレイシャー湾を後にしてアラスカ湾に入った。航海初の海上泊の日であったが、海は荒れ模様であり船体の動揺は激しく、レストランでの夕食を取らず酔い止めを服用する乗客も多かった。
10月4日0時40分、エンジンルームの2番エンジン付近で火災発生。燃料の低圧供給用フィルター交換中に高温の燃料が噴出し、何らかの理由で断熱材が除去されていた高温のパイプに接触し、引火したことによるものであった。乗員の対応は素早く、2番エンジンを停止し、これに連動して火災直前に不調が発生したために漏出元と判断された高圧燃料供給システムの停止、防水扉の作動、換気の停止と火災閉止弁の作動が速やかに行われた。しかし、燃料漏出元は低圧供給システムであったために、火勢が衰えることはなく、Aデッキで全エンジンに対する燃料供給を停止することで対応された。1時には船長に報告がなされ、二酸化炭素消火装置の使用と乗客への案内が決断された。北緯57度38分西経140度25分・ヤクタト南方120海里の洋上より、コディアックのアメリカ合衆国沿岸警備隊通信基地に通信を行った。コディアックからは深夜という時間帯を考慮し、受信した船舶の自動警報装置を作動させるSOSの発信を推奨された。その後通信長ジャック・ファン・デル・ゼー（Jack van der Zee）がSOSの発信を具申したが、XXX（緊急通信）を行うに止まった。一方、通信長はコディアックとの交信後、船長からの指示を待たず、独断でXXXに加えてSOSの発信を行っていた。不適切な遭難信号の発信は、逮捕、ライセンス喪失、罰金の支払いといった個人的不利益をもたらす可能性があったが、既に足下にまで熱気が達しており救難を優先して考えた場合XXXによる沿岸警備隊への通信では足りず、SOSによって近くの海域を航行している船舶の援助を期待してのことであった。当時衛星通信システムは不調であり、モールス信号によるSOS発信のみが有効な手段となっていた。XXXの受信は記録されていないが、SOSは1時19分には各地で受信された。サンフランシスコの沿岸警備隊基地で受信され、ジュノーの救難調整所に指示が行われた。また、遠くニュージーランドでもこの信号が受信されている。
1時30分にポンプを使用しての消火活動も試みられたが、通常の消火ポンプは電源を喪失したため作動せず、非常ポンプは防水扉によって隔離されていた上に始動に失敗し、不成功に終わり、程なく乗員を退避させた上で二酸化炭素消火装置を作動させた。
煙は既に船内に影響を及ぼしており、船室にいた乗客の多くはメインデッキのラウンジとプロムナードデッキのレストランに避難を開始したが、深夜のためその多くは寝間着やガウン程度の軽装であった。エンターテイメントスタッフは、集まってきた乗客の雰囲気を和らげるために演奏を行った。2時には煙がプロムナードデッキのメインラウンジに広がり、プリンセンクラブでは飲料を配り、売店では寝間着のままの乗客にセーターを配るなど対応に追われた。配布されたセーターは不足しており、装飾として用いられたカーテンなどをはぎ取り、衣服の代わりに防寒に使用する状況であった。
その間、火元の捜索が行われたが、煙突の過熱により延焼が発生していることは推測されたものの、なおXXXの発信にとどまった。二酸化炭素消火装置が作動してからおおよそ1時間が経過し、その結果煙突を通じてもたらされた熱気が収まった。これにより船長は火災を鎮圧したと判断した。だが、二酸化炭素消火装置は延焼の進行を低下させたものの鎮圧には至っておらず、この判断は誤りであった。煙を排気し乗客に新鮮な空気を供給しようと防火扉を開放したことでメインデッキのレストランで火災が発生、上部構造物に火災が及んだことで船体の放棄を決断するに至った。2時55分にはSOSの発信と船体放棄の準備を指示した。

### 救難活動
1時19分の遭難信号を受信したのは周辺の船舶も同様であった。当時プリンセンダムの南方90マイルを航行していたVLCCタンカーウィリアムズバーグ（WILLIAMSBURGH、103,812t）はバルディーズからコーパスクリスティへ向かう定期航路上にあったが、SOSを受信して17ノットで北上を開始した。ウィリアムズバーグは全長332.9m（
1092フィート）、全幅43.8m（143.7フィート）の当時アメリカ合衆国で建造された最大のタンカーであり、乗員こそ31人と少なかったがそのうち2人は通信士であった。荷の石油を満載していたため安定すると共に乾舷が低く、前方にヘリパッドと広大かつ平坦な甲板、数百人を収容できる船内スペースを有していた。石油タンカーソヒオ・イントレピッド（Sohio Intrepid、39,000t）とコンテナ船ポートランド（Portland）も遭難信号を受信し、プリンセンダムへと向かった。
ジュノーからリチャード・ショーエル（Richard Schoel）が救難作戦の指揮をとった。当時の水温は13℃（華氏55度）以下で水中での生存時間は1時間以下、乗客の年齢からはその半分程度と見積もられており、救難は時間との闘いになると考えられた。動員した勢力は、以下の通り。
| 基地                                     | 機材                                                                  |
| ---------------------------------------- | --------------------------------------------------------------------- |
| コディアック救難調整所                   | HH-3 2機、HC-130 2機                                                  |
| エルメンドルフ空軍基地（アンカレッジ）   | HH-3E 1機、HC-130 1機                                                 |
| シトカ救難調整所                         | HH-3 2機、設標船ウッドラッシュ                                        |
| カナダ空軍（ブリティッシュコロンビア州） | CH-113 ラブラドール 2機、CP-107 アーガス 1機、CC-115 バッファロー 2機 |
| ジュノー                                 | ハミルトン級カッターバウトウェル                                      |
| バンクーバー近海                         | ハミルトン級カッターメロン                                            |

4時には、コディアックからのHC-130が上空に入り現場での指示を出す体勢を作った。次いでシトカからのHH-3が現場海域に到着し、プリンセンダムの状態を確認したが、異常を発見することは出来なかった。プリンセンダムは、3時45分には前方にまで煙が及んでいたが、未だ負傷者は出しておらず、負傷者無しとの連絡を受けたHH-3は、消火機材の調達のため既に80km（50マイル）の距離に接近していたウィリアムズバーグに向かった。一方、ジュノーは町が出来て丁度100年目に当たる祝祭の最中であり、バウトウェルの乗員は24時間の上陸休暇を得ていた。このため警官や消防官を動員して乗組員の捜索を行い、出港準備を2時29分より開始したバウトウェルは4時にようやく出港した。
4時35分、エルメンドルフ救難調整所からの報告を受けてエルメンドルフ空軍基地からHH-3EとHC-130が出発、空軍仕様のHH-3Eは沿岸警備隊のHH-3と異なり空中給油が可能であり、捜索及び現場管制を担うHC-130にはHH-3Eへの給油能力があった。HH-3Eは軍医と空挺降下が可能なレスキューダイバーを含む5人を載せていた。ヤクタト方面に向けてポーテージ・パスを抜けるショートカットルートで急行、カイアック島上空で空中給油を行い現場へ向かった。
4時54分それまで退船を避けていた船長は、天気予報の見通しこそ明るく無かったが、1.5m（5フィート）の波高と秒速4.4m（毎時10マイル）の風、14℃（華氏57度）の気温というそれまでよりも穏やかな状況と夜明けが近いといった理由で、ついにプリンセンダムからの退船を指示した。テンダーボート1隻はダビットが作動せず使用できなかったが、他の7隻は無事乗客を収容することが出来た。6時30分、テンダーボート1隻、救命ボート6艘、救命いかだ4枚がプリンセンダムから脱出、船内には40人が残った。ウィリアムズバーグへ向かっていたHH-3は4.8km（3マイル）手前から引き返し、その機より消防を専門とする沿岸警備隊隊員がプリンセンダムに乗船した。だが、既に爆発によって開いた穴より海水が流れ込んで船体が傾いており、さらにポンプは機能せず、消火は果たせなかった。
7時45分、ウィリアムズバーグが現場海域に到着。だが、300m以上の巨大船は小回りがきかず、自ら接近することで衝突の危険性があった。手動式の救命ボートは60から65人乗りであったが、定員を大きく超えた人数が乗船していたため身動きが取れず、救命いかだは元より動力が無く、救命ボート1号以外は動力が作動しなかった。結果、救命ボート1号のみがウィリアムズバーグに接して救助された。
8時50分にエルメンドルフからの空軍機が到着、毛布と軍医をウィリアムズバーグに降ろすと救助作業に入った。9時35分には燃料補給のためヤクタトまで戻っていたシトカのHH-3が現場に戻った。5機のHH-3により、救命ボート・いかだからバスケットでつり上げ、ウィリアムズバーグまで輸送する作業が進行した。カナダ空軍が正午過ぎに到着、CH-113は救助用ホイストを用いて救助を行い、固定翼機は上空からの捜索を支援した。さらにバウトウェルが13時30分に到着し、救助作業に加わった。燃料補給のために帰還する機体は、数名を同時にヤクトカへ輸送していた。13時45分、1機のCH-113が電気系統の故障により航法装置が応答せず離脱したが、14時30分にはプリンセンダムから最後の一人となる船長を救出、救助作業は完了したかと思われた。健在であったCH-113は、燃料切れ寸前でエンジン1基がフレームアウトを起こしたもののヤクタトにたどり着いた。18時10分にバウトウェルから全員救助の報告がなされ、20時には一旦全員救助との扱いがなされた。
しかし、21時16分にエルメンドルフ空軍基地から行われた問い合わせにより、救命ボート6号の救助作業補助に降下した空軍のダイバー2名が未帰還であったことから誤報と判明した。この時点で降下した2人を含む20人程が取り残されていた。

### 救命ボート6号
元々救命ボート6号は、他の救命艇から1.6km（1マイル）ほど離れて漂流しており、アメリカ合衆国空軍のHH-3Eは孤立したこの艇に集中していた。他の機体と異なり救助用のバスケットを持たないため、まず空挺レスキューダイバーのジョン・キャシディー軍曹（Jhon Cassidy）とホセ・リオス軍曹（Jose Rios）が降下。降下した2人の支援を前提に森林用の機材を海面に投下した後、救命ボートに引き揚げて使用していたが、この作業は水中での作業を担うダイバー（ジョン・キャシディー）の消耗が激しく20回ほどで限界に達した。さらに、HH-3Eがプリンセンダムからの救出を支援したため作業が中断したこと、波高が徐々に増し6m（20フィート）に達したこと、風速が13.8 - 15m（25 - 30ノット）に及び、雲が66m（220フィート）にまで下がり、視界が2.4km（1マイル半）にまで悪化したことなどにより救出作業は難航した。また、救命ボートの数を問われた船長が、テンダーボートを数に入れず6艘と回答したことも誤解の元となった。
故障したカナダ空軍機を誘導したのは空中給油機能を備えた空軍所属のHC-130であり、空軍のHH-3E自体も13時50分にはケーブルが絡まった機材を投棄したことで作業続行が不可能となり、その後燃料切れを起こしてソヒオ・イントレピッドに降りていた。HH-3Eは、そのままソヒオ・イントレピッドによりバルディーズに輸送された。燃料補給に向かう沿岸警備隊機が数人を救出したが、作業は15時の救出を最後に中断した。風はさらに勢いを増し、バウトウェルの舵が取られる程であり、16時57分には飛行が中止された。
一旦は救命ボート6号の存在が見落とされたまま、救助作業が完了したものと判断がなされた。バウトウェルはシトカへの帰路につき、次いでウィリアムズバーグがバルディーズへと航行を開始した。ウッドラッシュとメロンは、未だ到着していなかった。未帰還が判明した21時過ぎには既に日が没していたが、バウトウェルは直ちに捜索に戻り、コディアックのHC-130も再投入された。当時は、台風18号の影響で波高10.5m（35フィート）、風速22m（40ノット）に達する悪環境下であった。22時40分にはウッドラッシュが到着し、捜索に加わった。
一方、救命ボート6号では空軍のサバイバルキットを使用しての無線連絡を試みたが通じず、軍人2人はボートが破損したこともあって残された人々を防水シートで覆いながら救助を待った。ビーコンも使用したが、出力が不足しこれも捕捉されなかった。20時には電源が切れ、残るは発炎筒であったが視認される状況になるまで使用せず、機会を待ち続けた。
0時30分、救命ボート6号より灯りが見え、これを灯台の可能性は無いと判断して発炎筒が使用された。発光はウッドラッシュによって確認され、その3分後にはバウトウェルにも認識された。捜索は発光の方向に絞られ、1時15分にバウトウェルが救助を開始、2時30分までに全員が救助された。

### 救助後の人々
救出された乗客・乗員は、ヘリコプターが給油のためにヤクタトへ向かった時点での救出者を除き、ウィリアムズバーグとバウトウェルに収容された。ウィリアムズバーグは充実した通信機能とその巨体により救助活動の中心となった結果、370人以上が収容された。バウトウェルには87人、ヤクタトには60人ほどが送られた。多数の救助者を受け入れたウィリアムズバーグでは、薄着で漂流していた事による低体温症に加えて、ショック症状、挫傷、疲労による消耗、持病の悪化などをアメリカ合衆国、カナダ両国の軍医、衛生兵が対処した。温かい飲料が供給され、プリンセンダムから救助された乗員・乗客は互いに様子を確認しあうことで軍医らの負担を減じることになった。十分な衣服を身につけていない人に対しては、乗員の衣服が提供された。これは、バウトウェルにおいても同様であった。
正午にバウトウェルがシトカに、夕刻にウィリアムズバーグがバルディーズに入港、ホーランド・アメリカラインの負担と住民の好意により救出者に必要な品が供給された。後の統計では最終的な負傷者は、全524人中24人が計上され、犠牲者は出なかった。

### 曳航
10月5日には、煙が充満しているものの大きな火災は鎮火した。2ノットで漂流するプリンセンダムを、5時に到着したメロンが後方から追尾した。天候も穏やかになり、船長ら乗員にクルーズ担当ヴァイスプレジデントでもある前船長を加えて編成された小規模なダメージコントロールチームが、プリンセンダムに戻って状況の確認を行った。結果、6日にはタグボートコモドア・ストレーツ（Commodore Straits、IMO 6525040）によってオレゴン州ポートランドまで曳航することになった。7日より曳航を開始したが8日には再度火災が発生、前日から移乗していたダメージコントロールチームがメロンの搭載機によって救出された。この火災で舷窓が破壊され海水が流入した。9日には右舷方向に15度傾き、10日には30度となりAデッキまで水没し、プロムナードデッキにも海水が及んでいた。11日8時30分、ついに転覆し沈没した。

### タイムライン
以下の出典は、による。

#### 10月4日から5日
- 10月4日
  - 0時40分：火災発生。
  - 1時：船長に報告、二酸化炭素消火装置の使用を決断。コディアックと通信。このころ、SOSを検討するもXXXに留まる。
  - 1時19分：独断で送信したSOSが受信される。
  - 1時30分：ポンプ始動に失敗、数分後二酸化炭素消火装置起動。
  - 2時29分：バウトウェル出港準備。
  - 2時55分：船体放棄を決断。
  - 4時：最初のHC-130とHH-3が到達。バウトウェル出港。
  - 4時35分：エルメンドルフ空軍基地を離陸。
  - 4時54分：退船を指示。
  - 6時30分：残留する乗員・乗客以外の退船が完了。
  - 7時35分：日出。
  - 7時45分：ウィリアムズバーグが現場海域に到達、救命ボート1号を救助。
  - 8時50分：アメリカ合衆国空軍が到着。
  - 11時過ぎ：ソヒオ・イントレピッド到着。
  - 正午頃：カナダ空軍到着。
  - 13時30分：バウトウェルが到着。
  - 13時45分：故障によりカナダ空軍のCH-113が1機、その誘導のためにアメリカ合衆国空軍のHC-130が離脱。
  - 13時50分：HH-3E、ジャングル・ペネトレーター喪失により救助活動中断。
  - 14時30分：プリンセンダムからの救助完了。
  - 15時：この時刻の救助をもって、救命ボート6号に対する救助活動中断。
  - 16時57分：強風により、飛行中止。
  - 18時10分：バウトウェルから救出完了が発信される。
  - 18時38分：日没。
  - 20時：救助活動完了。
  - 21時20分：軍曹2人の未帰還が判明。
  - 21時43分：捜索再開。
  - 22時40分：ウッドラッシュ到着。
- 10月5日
  - 0時30分：発炎筒の発光を確認。
  - 1時15分：救命ボート6号の救助再開。
  - 2時30分：全員の救助完了。
  - 5時5分：メロン到着、漂流するプリンセンダムを追尾。
  - 正午頃：バウトウェルがシトカに到着。
  - 夕方：ウィリアムズバーグがバルディーズに到着。

#### 10月6日から11日
- 10月6日
  - プリンセンダムの状況確認。
- 10月7日
  - 16時30分：曳航開始。
- 10月8日
  - 5時：火災再発生。
  - 7時30分：移乗していたダメージコントロールチームの救出。
- 10月9日 - 10日
  - 右舷方向へ傾く。
- 10月11日
  - 8時30分：沈没。

## 事故後
1981年11月よりオランダで海難審判が行われた。12月7日に船長、機関長、消防チームの指揮を行った一等航海士に有責として乗務停止3週間から2ヶ月の裁決が下った。防災面における設計上の瑕疵は認められず、責任が問われることは無かった。
ジャック・ファン・デル・ゼー通信長の責任は問われず、ナイト爵と勲章の授与が検討されたとされるが、実現する2ヶ月前に死亡した。
プリンセンダムの救難作戦は、アメリカ合衆国沿岸警備隊の10大レスキューの一つに数えられる。だが、沿岸警備隊自身は空軍のダイバー資格を兼ね備えた空挺レスキューの活躍に依存したことを問題視し、同様のレスキュー隊員の育成を行うことになった。この計画は、1985年より人員育成の成果を上げている。また、空中給油機能の海難事故における重要性にも着目し、沿岸警備隊においても後年ヘリコプターへの空中給油は標準的なものとなった。この体制は、後年のハリケーン・カトリーナやアラスカ・レンジャーの救難において効果を発揮している。
アメリカ合衆国沿岸警備隊は賞賛を集め、メダルが授与されるなど注目を集めた。対してカナダ空軍は40人を救助し捜索・医療にも貢献したが、救助された当事者以外からの評価は乏しかった。甚だしくは、この救難活動を報じる地元カナダのメディアですら、アメリカ合衆国沿岸警備隊のみを取り上げ、カナダ空軍への言及を省くことすらあった。
プリンセンダムを失ったホーランド・アメリカラインは、翌年スタテンダムを投入。スタテンダム売却後の1984年にはロッテルダムを用いて、航路を維持した。また、2002年には、シーボーン・サンがシーボーン・クルーズ・ラインより移籍し、プリンセンダムと改名している。

## 注
1. ↑  消火に成功してもエンジンルームが二酸化炭素で満たされ、数日立ち入り不能になる問題がある。
2. ↑  船橋及び通信士室に設置された警報が鳴るものであった[10]。
3. ↑  これは、SOSによって救助を得た場合に支払いが発生することを考慮したものと考えられている[10]。
4. ↑  ブリッジデッキの非常用発電機は稼働していたため、電源供給ルートが火災により断たれたと推定された[9]。
5. ↑  27人とする資料もある[9]。
6. ↑  ジュノーにある捜索救難部の司令官、大将[9]。cmdrの表記がされる資料もあるが、これは中佐（CMD）ではなくポスト名のCommander。
7. ↑  内訳を乗員25人、乗客15人とする資料が存在している[9]。
8. ↑  この機体は、離陸当時から異臭がするなど不調の兆しがあった。乗り組んでいた医療要員は、ヤクタトでの支援に当たった[16]。
9. ↑  ジャングル・ペネトレーター、もしくはフォレスト・ペネトレーターと呼ばれる、ホイスト作業用のケーブルに取り付けられる金属製のアンカーである。直撃すれば救命ボート及び人々にとって危険な機材であった[19][20]。
10. ↑  時間は現地夏時間（GMT-8）。夏時間の適用とタイムゾーンにより2時間ほどの誤差があり得る。
11. ↑  オランダライオン勲章（オランダ語版）との説があるが、詳細不明。